# Friedebert Tuglas
Friedebert Tuglas (ur. 2 marca 1886 w miejscowości Ahja, zm. 15 kwietnia 1971 w Tallinnie) – estoński pisarz, tłumacz i krytyk literacki. Wprowadził do literatury estońskiej impresjonizm i symbolizm.

## Życiorys
Urodził się jako syn rzemieślnika (stolarza). W latach 1904-1905 uczęszczał do gimnazjum Hugo Treffnera w Tartu. Brał udział w rewolucji 1905 r., za co został na krótko uwięziony. W 1906 wyjechał na emigrację. Początkowo mieszkał w Finlandii, potem w Niemczech, we Francji. Podróżował również do Szwajcarii, Włoszech, Hiszpania i Belgii. Do ojczystej Estonii wrócił dopiero w 1917 r.
W okresie międzywojennym Tuglas był jedną z najważniejszych postaci życia literackiego w Estonii. Początkowo związany był z ruchem młodoestońskim. Później zbliżył się do grupy literackiej Siuru. Był jednym z założycieli Związku Pisarzy Estońskich (1922) i w latach 1922, 1925-1927, 1937-1939 pełnił w nim funkcję przewodniczącego. Był wydawcą i redaktorem pism literackich Odamees, Ilo i Tarapita. Założył również ukazujące się do dzisiaj Looming, jeden z najważniejszych estońskich periodyków literackich (1923).
Twórczość Tuglasa obejmuje dwie powieści (Felix Ormusson, wyd. 1915 oraz Väike Illimar, wyd. 1937), liczne opowiadania, reportaże, wspomnienia i zapiski z podróży (do Hiszpanii, Afryki Północnej, Norwegii), teksty krytycznoliterackie oraz naukowe, jak również pamiętniki.
W 1946 r. Tuglas został uhonorowany tytułem Pisarza Ludowego Estońskiej Socjalistycznej Republiki Radzieckiej. W tym samym roku został członkiem korespondencyjnym sowieckiej Estońskiej Akademii Nauk. Później utracił jednak życzliwość komunistycznych władz republiki, został pozbawiony praw obywatelskich oraz wykluczony ze wszystkich instytucji publicznych, w tym także ze Związku Pisarzy Estońskich, z którego został usunięty w 1950 r.

Tuglas zmarł w Tallinnie w 1971 r. w wieku 85 lat, wkrótce po ukończeniu swych wspomnień, uznawanych za główne dzieło jego pisarskiej działalności. W tym samym roku w Tallinnie otwarto muzeum poświęcone życiu i twórczości pisarza. Ustanowiono również nagrodę literacką im. Friedeberta Tuglasa, która 2 marca każdego roku, w dniu urodzin pisarza, przyznawana jest dla autorów najlepszych opowiadań estońskich, które ukazały się w poprzednim roku kalendarzowym.
Tuglas tłumaczył na język estoński literaturę rosyjską i fińską; przetłumaczył m.in. większość tekstów Aino Kallas na język estoński.